# Lista över matchresultat i Elitserien i ishockey 1984/1985
Lista över matchresultat i grundserien av Elitserien i ishockey 1984/1985. Ligan inleddes den 30 september 1984 och avslutades 28 februari 1985.
| Nr | Lag            | S  | V  | O  | F  | GM  | IM  | MS  | P  |
| -- | -------------- | -- | -- | -- | -- | --- | --- | --- | -- |
| 1  | Djurgårdens IF | 36 | 22 | 5  | 9  | 153 | 113 | +40 | 49 |
| 2  | Södertälje SK  | 36 | 22 | 3  | 11 | 157 | 123 | +34 | 47 |
| 3  | Färjestad BK   | 36 | 19 | 7  | 10 | 161 | 111 | +50 | 45 |
| 4  | IF Björklöven  | 36 | 19 | 7  | 10 | 131 | 110 | +21 | 45 |
| 5  | Luleå HF       | 36 | 16 | 5  | 15 | 148 | 150 | −2  | 37 |
| 6  | Brynäs IF      | 36 | 17 | 2  | 17 | 156 | 134 | +22 | 36 |
| 7  | Leksands IF    | 36 | 16 | 3  | 17 | 128 | 144 | −16 | 35 |
| 8  | AIK (RM)       | 36 | 16 | 1  | 19 | 141 | 146 | −5  | 33 |
| 9  | Skellefteå AIK | 36 | 7  | 10 | 19 | 115 | 166 | −51 | 24 |
| 10 | Hammarby IF    | 36 | 2  | 5  | 29 | 94  | 187 | −93 | 9  |

## Matcher
| Datum Match Resultat Publik Spelplan Omgång 1 - 30 september 1984 Brynäs IF-AIK 2-4 (0-1, 1-0, 1-3) 4951 Gavlerinken - 30 september 1984 Djurgårdens IF-IF Björklöven 4-5 (2-1, 0-2, 2-2) 5238 Johanneshovs Isstadion - 30 september 1984 Färjestads BK-Hammarby IF 5-1 (4-0, 0-0, 1-1) 4774 Färjestads Ishall - 30 september 1984 Skellefteå AIK-Leksands IF 3-7 (2-2, 1-3, 0-2) 4977 Skellefteå isstadion - 30 september 1984 Södertälje SK-Luleå HF 4-3 (2-0, 2-0, 0-3) 6131 Scaniarinken Omgång 2 - 2 oktober 1984 AIK-Djurgårdens IF 2-3 (1-1, 0-1, 1-1) 7727 Johanneshovs Isstadion - 4 oktober 1984 IF Björklöven-Färjestads BK 1-3 (0-0, 1-2, 0-1) 4015 Umeå ishall - 4 oktober 1984 Hammarby IF-Södertälje SK 3-3 (0-1, 2-2, 1-0) 4615 Johanneshovs Isstadion - 4 oktober 1984 Leksands IF-Brynäs IF 4-3 (2-0, 1-1, 1-2) 5429 Leksands Isstadion - 4 oktober 1984 Luleå HF-Skellefteå AIK 4-1 (1-0, 0-1, 3-0) 6149 Delfinen Omgång 3 - 7 oktober 1984 Brynäs IF-Skellefteå AIK 8-2 (3-1, 3-1, 2-0) 3528 Gavlerinken - 7 oktober 1984 Färjestads BK-AIK 6-2 (1-1, 4-1, 1-0) 5759 Färjestads Ishall - 7 oktober 1984 Hammarby IF-Luleå HF 2-3 (1-2, 0-0, 1-1) 5166 Johanneshovs Isstadion - 7 oktober 1984 Södertälje SK-IF Björklöven 2-4 (1-0, 0-2, 1-2) 5330 Scaniarinken - 9 oktober 1984 Djurgårdens IF-Leksands IF 1-1 (1-0, 0-1, 0-0) 7361 Johanneshovs Isstadion Omgång 4 - 11 oktober 1984 AIK-Södertälje SK 3-5 (0-1, 1-3, 2-1) 4693 Johanneshovs Isstadion - 11 oktober 1984 IF Björklöven-Hammarby IF 4-2 (1-2, 0-0, 3-0) 3414 Umeå ishall - 11 oktober 1984 Leksands IF-Färjestads BK 4-2 (1-0, 1-1, 2-1) 5158 Leksands Isstadion - 11 oktober 1984 Luleå HF-Brynäs IF 7-2 (0-0, 5-1, 2-1) 5979 Delfinen - 11 oktober 1984 Skellefteå AIK-Djurgårdens IF 5-1 (2-0, 1-0, 2-1) 3485 Skellefteå isstadion Omgång 5 - 14 oktober 1984 IF Björklöven-Skellefteå AIK 5-5 (2-1, 0-2, 3-2) 4450 Umeå ishall - 14 oktober 1984 Djurgårdens IF-Brynäs IF 4-2 (3-1, 0-1, 1-0) 4621 Johanneshovs Isstadion - 14 oktober 1984 Färjestads BK-Luleå HF 3-8 (0-2, 1-3, 2-3) 5346 Färjestads Ishall - 14 oktober 1984 Södertälje SK-Leksands IF 2-4 (1-1, 1-1, 0-2) 6808 Scaniarinken - 16 oktober 1984 Hammarby IF-AIK 3-4 (2-1, 1-3, 0-0) 8192 Johanneshovs Isstadion Omgång 6 - 18 oktober 1984 AIK-IF Björklöven 7-3 (1-1, 3-1, 3-1) 3560 Johanneshovs Isstadion - 18 oktober 1984 Brynäs IF-Färjestads BK 3-4 (2-0, 0-1, 1-3) 3309 Gavlerinken - 18 oktober 1984 Leksands IF-Hammarby IF 8-3 (2-1, 2-1, 4-1) 3854 Leksands Isstadion - 18 oktober 1984 Luleå HF-Djurgårdens IF 4-1 (1-0, 2-1, 1-0) 6500 Delfinen - 18 oktober 1984 Skellefteå AIK-Södertälje SK 5-2 (1-1, 1-1, 3-0) 3895 Skellefteå isstadion Omgång 7 - 20 oktober 1984 Färjestads BK-Djurgårdens IF 2-2 (0-0, 0-1, 2-1) 3265 Färjestads Ishall - 21 oktober 1984 IF Björklöven-Leksands IF 7-2 (0-1, 3-0, 4-1) 4019 Umeå ishall - 21 oktober 1984 Hammarby IF-Skellefteå AIK 2-2 (0-0, 2-2, 0-0) 2752 Johanneshovs Isstadion - 21 oktober 1984 Södertälje SK-Brynäs IF 4-3 (4-0, 0-2, 0-1) 4879 Scaniarinken - 23 oktober 1984 AIK-Luleå HF 1-4 (0-1, 1-2, 0-1) 9314 Johanneshovs Isstadion Omgång 8 - 25 oktober 1984 Brynäs IF-Hammarby IF 2-2 (1-2, 0-0, 1-0) 3531 Gavlerinken - 25 oktober 1984 Djurgårdens IF-Södertälje SK 2-6 (1-2, 1-3, 0-1) 6019 Johanneshovs Isstadion - 25 oktober 1984 Leksands IF-AIK 6-1 (3-0, 1-0, 2-1) 5326 Leksands Isstadion - 25 oktober 1984 Luleå HF-IF Björklöven 1-6 (1-1, 0-2, 0-3) 6500 Delfinen - 25 oktober 1984 Skellefteå AIK-Färjestads BK 3-3 (1-0, 0-1, 2-2) 3940 Skellefteå isstadion Omgång 9 - 27 oktober 1984 Leksands IF-Luleå HF 1-5 (1-3, 0-1, 0-1) 5012 Leksands Isstadion - 28 oktober 1984 AIK-Skellefteå AIK 7-4 (1-1, 4-1, 2-2) 3607 Johanneshovs Isstadion - 28 oktober 1984 IF Björklöven-Brynäs IF 5-3 (2-1, 1-2, 2-0) 3756 Umeå ishall - 28 oktober 1984 Södertälje SK-Färjestads BK 4-3 (2-1, 1-0, 1-2) 5613 Scaniarinken - 30 oktober 1984 Hammarby IF-Djurgårdens IF 5-6 (1-1, 0-2, 4-3) 8314 Johanneshovs Isstadion Omgång 10 - 1 november 1984 Djurgårdens IF-Brynäs IF 8-8 (3-6, 5-0, 0-2) 4500 Johanneshovs Isstadion - 1 november 1984 Färjestads BK-AIK 5-1 (3-0, 0-0, 2-1) 5155 Färjestads Ishall - 1 november 1984 Luleå HF-Södertälje SK 2-10 (1-3, 1-3, 0-4) 5832 Delfinen - 1 november 1984 Skellefteå AIK-IF Björklöven 4-4 (2-3, 1-1, 1-0) 6311 Skellefteå isstadion - 6 november 1984 Hammarby IF-Leksands IF 1-6 (1-3, 0-1, 0-2) 4085 Johanneshovs Isstadion Omgång 11 - 8 november 1984 AIK-Luleå HF 3-6 (0-3, 1-2, 2-1) 6093 Johanneshovs Isstadion - 8 november 1984 IF Björklöven-Hammarby IF 3-1 (1-1, 2-0, 0-0) 3096 Umeå ishall - 8 november 1984 Brynäs IF-Skellefteå AIK 4-2 (1-1, 2-0, 1-1) 2648 Gavlerinken - 8 november 1984 Leksands IF-Färjestads BK 5-4 (2-2, 3-1, 0-1) 4177 Leksands Isstadion - 8 november 1984 Södertälje SK-Djurgårdens IF 5-4 (3-0, 1-3, 1-1) 6009 Scaniarinken Omgång 12 - 10 november 1984 Brynäs IF-IF Björklöven 3-5 (0-2, 3-2, 0-1) 2990 Gavlerinken - 11 november 1984 Djurgårdens IF-AIK 5-2 (1-1, 3-0, 1-1) 9180 Johanneshovs Isstadion - 11 november 1984 Färjestads BK-Hammarby IF 10-0 (4-0, 2-0, 4-0) 3410 Färjestads Ishall - 11 november 1984 Luleå HF-Leksands IF 2-3 (1-2, 0-1, 1-0) 5833 Delfinen - 11 november 1984 Skellefteå AIK-Södertälje SK 4-7 (0-0, 1-3, 3-4) 3515 Skellefteå isstadion Omgång 13 - 13 november 1984 Hammarby IF-Luleå HF 1-1 (1-0, 0-0, 0-1) 2662 Johanneshovs Isstadion - 15 november 1984 AIK-Skellefteå AIK 7-1 (1-0, 3-0, 3-1) 2755 Johanneshovs Isstadion - 15 november 1984 IF Björklöven-Färjestads BK 3-3 (2-1, 0-0, 1-2) 3084 Umeå ishall - 15 november 1984 Leksands IF-Djurgårdens IF 4-5 (1-0, 3-2, 0-3) 4842 Leksands Isstadion - 15 november 1984 Södertälje SK-Brynäs IF 2-3 (0-2, 0-1, 2-0) 3814 Scaniarinken Omgång 14 - 18 november 1984 Brynäs IF-AIK 6-3 (3-2, 1-0, 2-1) 4751 Gavlerinken - 18 november 1984 Djurgårdens IF-IF Björklöven 3-1 (0-1, 1-0, 2-0) 5533 Johanneshovs Isstadion - 18 november 1984 Luleå HF-Färjestads BK 7-7 (3-1, 2-4, 2-2) 5519 Delfinen - 18 november 1984 Skellefteå AIK-Leksands IF 2-2 (0-1, 0-0, 2-1) 3433 Skellefteå isstadion - 18 november 1984 Södertälje SK-Hammarby IF 9-6 (1-1, 4-3, 4-2) 4213 Scaniarinken Omgång 15 - 20 november 1984 Hammarby IF-Skellefteå AIK 1-5 (1-3, 0-2, 0-0) 2116 Johanneshovs Isstadion - 22 november 1984 AIK-Södertälje SK 7-2 (3-0, 1-2, 3-0) 4743 Johanneshovs Isstadion - 22 november 1984 IF Björklöven-Luleå HF 5-2 (1-2, 1-0, 3-0) 4715 Umeå ishall - 22 november 1984 Färjestads BK-Djurgårdens IF 7-2 (1-0, 3-1, 3-1) 4713 Färjestads Ishall - 22 november 1984 Leksands IF-Brynäs IF 5-9 (3-3, 2-2, 0-4) 4530 Leksands Isstadion Omgång 16 - 25 november 1984 Brynäs IF-Hammarby IF 8-1 (1-1, 3-0, 4-0) 3589 Gavlerinken - 25 november 1984 Djurgårdens IF-Luleå HF 1-1 (0-0, 1-1, 0-0) 9410 Johanneshovs Isstadion - 25 november 1984 Skellefteå AIK-Färjestads BK 2-2 (2-2, 0-0, 0-0) 3271 Skellefteå isstadion - 25 november 1984 Södertälje SK-Leksands IF 5-2 (1-1, 4-0, 0-1) 7309 Scaniarinken - 27 november 1984 AIK-IF Björklöven 1-2 (0-0, 0-2, 1-0) 4942 Johanneshovs Isstadion Omgång 17 - 29 november 1984 IF Björklöven-Södertälje SK 2-5 (1-1, 1-1, 0-3) 3738 Umeå ishall - 29 november 1984 Färjestads BK-Brynäs IF 4-0 (1-0, 1-0, 2-0) 4350 Färjestads Ishall - 29 november 1984 Hammarby IF-Djurgårdens IF 2-4 (1-2, 1-1, 0-1) 5165 Johanneshovs Isstadion - 29 november 1984 Leksands IF-AIK 0-7 (0-1, 0-1, 0-5) 3778 Leksands Isstadion - 29 november 1984 Luleå HF-Skellefteå AIK 6-3 (3-2, 2-0, 1-1) 5346 Delfinen Omgång 18 - 2 december 1984 AIK-Hammarby IF 5-1 (1-0, 3-1, 1-0) 4928 Johanneshovs Isstadion - 2 december 1984 Brynäs IF-Luleå HF 7-2 (0-1, 1-0, 6-1) 6512 Gavlerinken - 2 december 1984 Leksands IF-IF Björklöven 4-7 (2-0, 1-3, 1-4) 4127 Leksands Isstadion - 2 december 1984 Skellefteå AIK-Djurgårdens IF 0-2 (0-2, 0-0, 0-0) 2486 Skellefteå isstadion - 4 december 1984 Södertälje SK-Färjestads BK 6-2 (1-1, 4-0, 1-1) 3781 Scaniarinken | Omgång 19 - 6 december 1984 Brynäs IF-IF Björklöven 3-1 (2-1, 0-0, 1-0) 4446 Gavlerinken - 6 december 1984 Djurgårdens IF-Hammarby IF 3-2 (0-1, 1-0, 2-1) 5263 Johanneshovs Isstadion - 6 december 1984 Färjestads BK-Södertälje SK 2-1 (1-1, 0-0, 1-0) 4541 Färjestads Ishall - 6 december 1984 Luleå HF-Leksands IF 3-2 (1-0, 1-2, 1-0) 5346 Delfinen - 6 december 1984 Skellefteå AIK-AIK 4-2 (1-0, 0-1, 3-1) 2461 Skellefteå isstadion Omgång 20 - 2 januari 1985 AIK-Leksands IF 4-0 (1-0, 2-0, 1-0) 4825 Johanneshovs Isstadion - 3 januari 1985 IF Björklöven-Luleå HF 3-2 (2-1, 0-0, 1-1) 4709 Umeå ishall - 3 januari 1985 Färjestads BK-Skellefteå AIK 7-5 (2-0, 1-5, 4-0) 3302 Färjestads Ishall - 3 januari 1985 Hammarby IF-Brynäs IF 6-3 (2-0, 1-2, 3-1) 1647 Johanneshovs Isstadion - 3 januari 1985 Södertälje SK-Djurgårdens IF 3-2 (0-1, 1-0, 2-1) 5124 Scaniarinken Omgång 21 - 6 januari 1985 Brynäs IF-Södertälje SK 6-2 (3-1, 2-0, 1-1) 3183 Gavlerinken - 6 januari 1985 Djurgårdens IF-Färjestads BK 3-2 (0-2, 1-0, 2-0) 4464 Johanneshovs Isstadion - 6 januari 1985 Leksands IF-IF Björklöven 3-1 (1-0, 2-1, 0-0) 2648 Leksands Isstadion - 6 januari 1985 Luleå HF-AIK 0-5 (0-0, 0-2, 0-3) 5220 Delfinen - 8 januari 1985 Skellefteå AIK-Hammarby IF 3-3 (0-0, 3-1, 0-2) 1868 Skellefteå isstadion Omgång 22 - 9 december 1984 Hammarby IF-Leksands IF 3-4 (1-2, 1-1, 1-1) 1957 Johanneshovs Isstadion - 10 januari 1985 IF Björklöven-AIK 4-7 (2-2, 1-1, 1-4) 3248 Umeå ishall - 10 januari 1985 Djurgårdens IF-Luleå HF 6-7 (2-1, 3-1, 1-5) 5907 Johanneshovs Isstadion - 10 januari 1985 Färjestads BK-Brynäs IF 3-4 (3-1, 0-1, 0-2) 3661 Färjestads Ishall - 10 januari 1985 Södertälje SK-Skellefteå AIK 4-4 (0-3, 2-1, 2-1) 3324 Scaniarinken Omgång 23 - 13 januari 1985 AIK-Hammarby IF 10-3 (5-2, 4-1, 1-0) 6209 Johanneshovs Isstadion - 13 januari 1985 Brynäs IF-Djurgårdens IF 3-7 (1-3, 2-2, 0-2) 5269 Gavlerinken - 13 januari 1985 Leksands IF-Södertälje SK 2-5 (1-2, 1-1, 0-2) 3525 Leksands Isstadion - 13 januari 1985 Luleå HF-Färjestads BK 0-7 (0-2, 0-2, 0-3) 5342 Delfinen - 13 januari 1985 Skellefteå AIK-IF Björklöven 4-2 (2-0, 1-1, 1-1) 1818 Skellefteå isstadion Omgång 24 - 15 januari 1985 Djurgårdens IF-Skellefteå AIK 4-4 (1-1, 2-0, 1-3) 4113 Johanneshovs Isstadion - 17 januari 1985 Brynäs IF-Luleå HF 7-1 (2-1, 2-0, 3-0) 3303 Gavlerinken - 17 januari 1985 Färjestads BK-Leksands IF 5-4 (2-0, 2-2, 1-2) 4629 Färjestads Ishall - 17 januari 1985 Hammarby IF-IF Björklöven 2-4 (1-2, 1-1, 0-1) 972 Johanneshovs Isstadion - 17 januari 1985 Södertälje SK-AIK 10-0 (5-0, 3-0, 2-0) 6480 Scaniarinken Omgång 25 - 20 januari 1985 AIK-Färjestads BK 4-2 (2-1, 1-0, 1-1) 4442 Johanneshovs Isstadion - 20 januari 1985 IF Björklöven-Södertälje SK 4-2 (1-2, 2-0, 1-0) 3575 Umeå ishall - 20 januari 1985 Leksands IF-Djurgårdens IF 5-8 (2-0, 1-3, 2-5) 3361 Leksands Isstadion - 20 januari 1985 Luleå HF-Hammarby IF 4-2 (1-1, 3-1, 0-0) 4520 Delfinen - 20 januari 1985 Skellefteå AIK-Brynäs IF 1-3 (0-0, 1-1, 0-2) 3325 Skellefteå isstadion Omgång 26 - 22 januari 1985 Hammarby IF-Färjestads BK 2-5 (1-1, 1-1, 0-3) 617 Johanneshovs Isstadion - 24 januari 1985 Brynäs IF-Leksands IF 6-2 (3-1, 2-1, 1-0) 6505 Gavlerinken - 24 januari 1985 Djurgårdens IF-AIK 7-0 (3-0, 4-0, 0-0) 10249 Johanneshovs Isstadion - 24 januari 1985 Färjestads BK-IF Björklöven 2-2 (1-1, 1-0, 0-1) 4088 Färjestads Ishall - 24 januari 1985 Skellefteå AIK-Luleå HF 7-6 (1-1, 3-3, 3-2) 5294 Skellefteå isstadion Omgång 27 - 24 januari 1985 Södertälje SK-Hammarby IF 9-3 (4-0, 4-2, 1-1) 2451 Scaniarinken - 27 januari 1985 AIK-Brynäs IF 2-4 (1-2, 1-0, 0-2) 4518 Johanneshovs Isstadion - 27 januari 1985 IF Björklöven-Djurgårdens IF 2-4 (2-2, 0-1, 0-1) 3572 Umeå ishall - 27 januari 1985 Leksands IF-Skellefteå AIK 3-2 (3-1, 0-1, 0-0) 2080 Leksands Isstadion - 27 januari 1985 Luleå HF-Södertälje SK 8-2 (5-1, 1-0, 2-1) 4918 Delfinen Omgång 28 - 29 januari 1985 Hammarby IF-AIK 5-9 (2-3, 2-5, 1-1) 2689 Johanneshovs Isstadion - 31 januari 1985 IF Björklöven-Leksands IF 2-2 (0-2, 2-0, 0-0) 3102 Umeå ishall - 31 januari 1985 Djurgårdens IF-Skellefteå AIK 11-0 (2-0, 4-0, 5-0) 4046 Johanneshovs Isstadion - 31 januari 1985 Färjestads BK-Södertälje SK 9-2 (3-1, 3-0, 3-1) 4406 Färjestads Ishall - 31 januari 1985 Luleå HF-Brynäs IF 6-5 (2-1, 4-2, 0-2) 5311 Delfinen Omgång 29 - 3 februari 1985 AIK-Leksands IF 7-4 (0-3, 4-0, 3-1) 4212 Johanneshovs Isstadion - 3 februari 1985 Brynäs IF-Färjestads BK 2-5 (1-2, 0-0, 1-3) 4329 Gavlerinken - 3 februari 1985 Skellefteå AIK-Luleå HF 6-6 (0-0, 4-3, 2-3) 5598 Skellefteå isstadion - 3 februari 1985 Södertälje SK-IF Björklöven 3-3 (0-0, 0-0, 3-3) 5757 Scaniarinken - 5 februari 1985 Djurgårdens IF-Hammarby IF 4-3 (2-1, 2-1, 0-1) 3926 Johanneshovs Isstadion Omgång 30 - 7 februari 1985 IF Björklöven-AIK 6-2 (0-0, 0-1, 6-1) 3406 Umeå ishall - 7 februari 1985 Färjestads BK-Skellefteå AIK 11-3 (3-0, 3-1, 5-2) 3325 Färjestads Ishall - 7 februari 1985 Hammarby IF-Brynäs IF 3-9 (2-2, 0-6, 1-1) 825 Johanneshovs Isstadion - 7 februari 1985 Leksands IF-Södertälje SK 3-5 (0-1, 1-2, 2-2) 2196 Leksands Isstadion - 7 februari 1985 Luleå HF-Djurgårdens IF 4-6 (1-2, 1-2, 2-2) 5971 Delfinen Omgång 31 - 10 februari 1985 Brynäs IF-Leksands IF 5-7 (2-3, 1-2, 2-2) 6006 Gavlerinken - 10 februari 1985 Djurgårdens IF-Färjestads BK 6-1 (3-0, 0-1, 3-0) 6358 Johanneshovs Isstadion - 10 februari 1985 Luleå HF-IF Björklöven 5-8 (2-3, 2-3, 1-2) 5688 Delfinen - 10 februari 1985 Skellefteå AIK-Hammarby IF 4-7 (0-1, 3-3, 1-3) 2050 Skellefteå isstadion - 10 februari 1985 Södertälje SK-AIK 4-0 (2-0, 1-0, 1-0) 5678 Scaniarinken Omgång 32 - 12 februari 1985 Hammarby IF-Södertälje SK 4-7 (1-2, 1-1, 2-4) 864 Johanneshovs Isstadion - 14 februari 1985 AIK-Brynäs IF 5-4 (4-1, 1-2, 0-1) 2720 Johanneshovs Isstadion - 14 februari 1985 IF Björklöven-Djurgårdens IF 1-5 (1-3, 0-0, 0-2) 3402 Umeå ishall - 14 februari 1985 Färjestads BK-Luleå HF 6-7 (0-2, 2-2, 4-3) 4289 Färjestads Ishall - 14 februari 1985 Leksands IF-Skellefteå AIK 4-1 (1-0, 0-1, 3-0) 2178 Leksands Isstadion Omgång 33 - 17 februari 1985 Brynäs IF-Södertälje SK 0-3 (0-0, 0-0, 0-3) 2643 Gavlerinken - 17 februari 1985 Djurgårdens IF-Leksands IF 5-1 (0-1, 3-0, 2-0) 5434 Johanneshovs Isstadion - 17 februari 1985 Färjestads BK-IF Björklöven 1-1 (0-0, 1-0, 0-1) 4540 Färjestads Ishall - 17 februari 1985 Luleå HF-Hammarby IF 8-1 (3-1, 2-0, 3-0) 4753 Delfinen - 17 februari 1985 Skellefteå AIK-AIK 7-4 (3-2, 4-0, 0-2) 1685 Skellefteå isstadion Omgång 34 - 19 februari 1985 AIK-Djurgårdens IF 2-5 (2-2, 0-1, 0-2) 6373 Johanneshovs Isstadion - 21 februari 1985 IF Björklöven-Brynäs IF 6-4 (5-2, 0-1, 1-1) 3284 Umeå ishall - 21 februari 1985 Hammarby IF-Färjestads BK 3-5 (0-2, 2-2, 1-1) 637 Johanneshovs Isstadion - 21 februari 1985 Leksands IF-Luleå HF 6-4 (2-1, 1-2, 3-1) 3153 Leksands Isstadion - 21 februari 1985 Södertälje SK-Skellefteå AIK 6-3 (1-1, 5-1, 0-1) 2663 Scaniarinken Omgång 35 - 24 februari 1985 Färjestads BK-Leksands IF 6-3 (1-2, 2-0, 3-1) 3807 Färjestads Ishall - 24 februari 1985 Hammarby IF-IF Björklöven 2-3 (0-2, 2-1, 0-0) 631 Johanneshovs Isstadion - 24 februari 1985 Luleå HF-AIK 6-6 (0-0, 2-4, 4-2) 4642 Delfinen - 24 februari 1985 Skellefteå AIK-Brynäs IF 2-3 (1-2, 0-0, 1-1) 1374 Skellefteå isstadion - 26 februari 1985 Djurgårdens IF-Södertälje SK 5-2 (2-1, 1-0, 2-1) 7231 Johanneshovs Isstadion Omgång 36 - 28 februari 1985 AIK-Färjestads BK 5-7 (2-2, 2-4, 1-1) 2204 Johanneshovs Isstadion - 28 februari 1985 IF Björklöven-Skellefteå AIK 6-2 (3-1, 2-1, 1-0) 3246 Umeå ishall - 28 februari 1985 Brynäs IF-Djurgårdens IF 9-4 (4-1, 3-3, 2-0) 2422 Gavlerinken - 28 februari 1985 Leksands IF-Hammarby IF 5-3 (2-0, 1-3, 2-0) 2628 Leksands Isstadion - 28 februari 1985 Södertälje SK-Luleå HF 4-3 (1-1, 2-0, 1-2) 3715 Scaniarinken |